# Liste der Kreisstraßen im Landkreis Hersfeld-Rotenburg
Die Liste der Kreisstraßen im Landkreis Hersfeld-Rotenburg ist eine Auflistung der Kreisstraßen im hessischen Landkreis Hersfeld-Rotenburg.

## Abkürzungen
- K: Kreisstraße
- L: Landesstraße

## Liste
Die Kreisstraßen im Regierungsbezirk Kassel behalten die ihnen zugewiesene Nummer nicht bei einem Wechsel in einen anderen Landkreis oder in eine kreisfreie Stadt. Nicht vorhandene bzw. nicht nachgewiesene Kreisstraßen werden in Kursivdruck gekennzeichnet, ebenso Straßen und Straßenabschnitte, die unabhängig vom Grund (Herabstufung zu einer Gemeindestraße oder Höherstufung) keine Kreisstraßen mehr sind. 
Der Straßenverlauf wird in der Regel von Nord nach Süd und von West nach Ost angegeben.
| Nr.  | Verlauf |
| ---- | --- |
| K 1  | in Mecklar – Meckbach                                                                                          |
| K 2  | Kathus – in Sorga                                                                                              |
| K 3  | (K 3a im Wartburgkreis, Thüringen) – Landesgrenze – Widdershausen – K 4 – L 3255 in Heringen (Werra)           |
| K 4  | K 3 in Widdershausen – L 3172                                                                                  |
| K 5  | L 3171 – Schenksolz – L 3171                                                                                   |
| K 6  | Schwarzengrund – L 3173 – Oberbreitzbach – Glaam – Landesgrenze – (K 6a im Wartburgkreis, Thüringen)           |
| K 7  | in Philippsthal (Werra) – Philippsthal (Werra) Mitte                                                           |
| K 8  | – Landesgrenze                                                                                                 |
| K 9  | K 13 – Hilmes – Hillartshausen – K 12 – Unterneurode – K 10 –                                                  |
| K 10 | K 9 in Unterneurode – Gethsemane – K 11 – K 12 in Ausbach                                                      |
| K 11 | K 10 in Ausbach – L 3172                                                                                       |
| K 12 | L 3255 in Friedewald – Lautenhausen – Hillartshausen – K 9 – Ausbach – K 10 – L 3172/L 3173 in Ransbach        |
| K 13 | L 3255 in Friedewald – Motzfeld – K 9 – Schenklengsfeld – Oberlengsfeld – K 14 – L 3172                        |
| K 14 | K 13 – Wehrshausen – K 15 (– Abzweig nach Soislieden) – L 3380                                                 |
| K 15 | L 3172 – K 14 in Wehrshausen                                                                                   |
| K 16 | L 3171 in Unterweisenborn – Kreisgrenze – (K 158 im Landkreis Fulda)                                           |
| K 17 | in Petersberg – K 76 – L 3341 in Wüstfeld                                                                      |
| K 18 | Fischbach – L 3341 – Erdmannrode – K 44 – Landershausen – L 3341 in Konrode                                    |
| K 19 | L 3173 in Mansbach – Landesgrenze – (K 102a im Wartburgkreis, Thüringen)                                       |
| K 20 | L 3171 in Malkomes – Dinkelrode                                                                                |
| K 21 | – Petersberg                                                                                                   |
| K 22 | Unterhaun Bahnhof – Unterhaun – Rotensee                                                                       |
| K 23 | Oberhaun – |
| K 24 | L 3471 in Solms – Kreisgrenze – (K 79 im Vogelsbergkreis)                                                      |
| K 25 | L 3471 – Stärklos – K 43 – Kruspis – L 3431 in Holzheim                                                        |
| K 26 | in Odensachsen – Müsenbach – K 48 – Mauers – L 3431                                                            |
| K 29 | in Beiershausen – L 3432 in Kerspenhausen                                                                      |
| K 30 | Hermannspiegel –                                                                                               |
| K 31 | in Kleba – Hattenbach – in Niederaula                                                                          |
| K 32 | (K 129 im Schwalm-Eder-Kreis) – Kreisgrenze – Kemmerode – Reimboldshausen – K 33 – Gershausen – / in Kirchheim |
| K 33 | Allendorf bei Kirchheim – K 32 in Gershausen                                                                   |
| K 34 | L 3155 in Raboldshausen – Willingshain – in Gersdorf                                                           |
| K 35 | Rotterterode – Goßmannsrode – K 36 – in Kirchheim                                                              |
| K 36 | K 35 in Goßmannsrode – K 36 – L 3159 in Reckerode                                                              |
| K 37 | L 3155 in Aua – Aua Zentrum                                                                                    |
| K 38 | – Untergeis |
| K 39 | – Gittersdorf                                                                                                  |
| K 40 | Heenes – |
| K 42 | Biedebach – L 3254 in Tann                                                                                     |
| K 43 | K 25 in Stärklos – L 3471 in Wetzlos                                                                           |
| K 44 | L 3341 in Erdmannrode – Kreisgrenze – (K 153 im Landkreis Fulda)                                               |
| K 45 | L 3471 in Schletzenrod – Rhina – K 46 –                                                                        |
| K 46 | K 45 in Rhina – Wehrda – L 3471 – Kreisgrenze – (K 142 im Landkreis Fulda)                                     |
| K 47 | L 3431 in Oberstoppel – Unterstoppel –                                                                         |
| K 48 | K 26 in Müsenbach – in Meisenbach                                                                              |
| K 49 | Hof Guttels – (2021 zur Gemeindestraße abgestuft)                                                              |
| K 50 | L 3226 in Erkshausen – K 70 – K 51 – Rockensüß – K 52 – Kreisgrenze – (K 4 im Werra-Meißner-Kreis)             |
| K 51 | (K 27 im Werra-Meißner-Kreis) – Kreisgrenze – K 50 in Königswald                                               |
| K 52 | K 50 in Rockensüß – Cornberg – K 55 –                                                                          |
| K 53 | K 72 in Bebra – Gilfershausen – K 56 – Imshausen – Solz – K 55 – Dens – K 54 – L 3249                          |
| K 54 | L 3249 in Erkshausen – Kreisgrenze – (K 5 im Werra-Meißner-Kreis) – Kreisgrenze – Mönchhosbach – K 53 in Dens  |
| K 55 | K 52 – K 53 – Solz – L 3250                                                                                    |
| K 56 | K 73 in Asmushausen – Braunhausen – K 53 in Gilfershausen                                                      |
| K 57 | Machtlos bei Ronshausen – L 3251 in Ronshausen                                                                 |
| K 58 | L 3248 in Richelsdorf – Bosserode – L 3251                                                                     |
| K 59 | L 3251 in Bosserode – L 3251b                                                                                  |
| K 60 | L 3336 in Rotenburg an der Fulda – Lüdersdorf – K 74 in Breitenbach                                            |
| K 61 | in Lispenhausen – Lispenhausen Bahnhof                                                                         |
| K 62 | L 3251 – Raßdorf – Landesgrenze – (K 18 im Wartburgkreis, Thüringen)                                           |
| K 63 | L 3208 in Rotenburg an der Fulda – K 64 – L 3336                                                               |
| K 64 | Atzelrode – K 63                                                                                               |
| K 65 | Emrichsrode – Oberthalhausen – L 3254 in Niederthalhausen                                                      |
| K 66 | (K 130 im Schwalm-Eder-Kreis) – Kreisgrenze – Licherode – K 67 in Oberellenbach                                |
| K 67 | in Heinebach – Niederellenbach – K 68 – Oberellenbach – K 66 – L 3253 in Sterkelshausen                        |
| K 68 | (K 131 im Schwalm-Eder-Kreis) – Kreisgrenze – K 67 – Niederellenbach – L 3208/L 3253 in Baumbach               |
| K 70 | K 50 – Rittershain – K 50                                                                                      |
| K 71 | L 3249 in Nentershausen – Kreisgrenze – (K 9 im Werra-Meißner-Kreis)                                           |
| K 72 | – Bebra – K 53 – /L 3251 in Breitenbach                                                                        |
| K 73 | Rautenhausen – Asmushausen – K 56 –                                                                            |
| K 74 | /L 3251 – Breitenbach – K 60 – Blankenheim –                                                                   |
| K 75 | L 3174 – Bodes                                                                                                 |
| K 76 | K 17 – Wippershain                                                                                             |
| K 78 | Allmershausen –                                                                                                |